# Коста, Сезефредо Эрнесто да
Сезефредо Эрнесто да Коста (порт.-браз. Sezefredo Ernesto da Costa; 7 ноября 1912, по другим данным 1913, Санта-Витория-ду-Палмар — 4 августа 1949, Монтевидео), более известный под именем Кардеал (порт.-браз. Cardeal) — бразильский футболист, полузащитник и нападающий.

## Карьера
Кардеал родился в городе Санта-Витория-ду-Палмар в районе Каноа, где прошло его детство. В юношеском возрасте он переехал в район Косилья. Кардеал начал играть в 1928 году в местном клубе, а через год перешёл в «Бразил». Тогда же он получил своё прозвище — «Кардеал», как называли местных птиц с красных хохолком, из-за того, что выходил на поле в красном берете на голове. В 1933 году его друг, кадровый офицер Нестор Корбиниано де Андраде, пригласил футболиста в клуб «9 Режименту». Годом позже он помог клубу выиграть чемпионат города Пелотас, а затем ещё в 1935 и 1936 году повторял это достижение. В 1934 году «9 Режименту» занял второе место в чемпионате штата Риу-Гранди-ду-Сул. При этом он проиграл решающий матч «Интернасьоналу» со счётом 0:1, пропустив после неочевидного пенальти. В концовке игры Кардеал подошёл к арбитру встречи и сказал: «Мы вернемся в следующем году и всех опередим!». Так и получилось: «9 Режименту» выиграл свой первый в истории титул чемпиона штата, а сам Кардеал забил первый гол в матче, который принёс команде победу в турнире.
В 1936 году Кардеал попал в сборную штата для участия в чемпионате штатов. Команда дошла до финала, где ей противостояла сборная Сан-Паулу. В первой игре сборная Риу-Гранди-ду-Сул победила со счётом 2:1, а решающий гол во встрече забил Кардеал. Во второй игре победила Сан-Паулу, эта же команда победила и в третьей игре (1:2), где единственный гол своей команды также забил Кардеал. Годом позже он в составе сборной Бразилии поехал на чемпионат Южной Америки. Там он провёл два матче с Аргентиной. В финальном матче Кардеал получил травму и был унесён с поля на носилках, а Бразилия без него в составе проиграла. После первенства футболист подписал контракт с уругвайским «Насьоналем». 23 мая он дебютировал в составе команды в матче с «Расингом» (4:0), где забил три гола. Там он выступал до 1938 года, сыграв 24 матча и забив 20 голов. Последнюю игру за «Насьональ» Кардеал провёл 24 февраля 1938 года против клуба «Хувентуд Унида», в которой забил 4 гола.
Кардеал был одним из лучших игроков, которых я видел. Он умел финтить, пасовать, бить и ногами, и головой. Жаль, что его карьера была столь короткой и закончилась именно так. Но у меня нет никаких сомнений в том, что он был одним из лучших в Бразилии.Освалдо Брандан
Во время жизни в Уругвае Кардеал заболел туберкулёзом. Однако он не завершил карьеру, возвратившись в Бразилию, где присоединился к «Флуминенсе», которая предложила ему одну из самых высоких заработных плат в бразильском футболе. Игрок не мог выходить на поле из-за характера своего заболевания, но клуб в период лечения не расторг контракт с Кардеалом, более того, всячески поддерживал игрока, полностью выплачивая ему заработную плату. Эта же болезнь помешала его поездке на чемпионат мира по Франции. Форвард дебютировал в составе команды 26 июня в матче с «Ботафого» (1:3), где забил гол. Затем он сыграл ещё один матч, в котором получил тяжёлую травму колена в столкновении с Агустином Валидо и покинул поле в слезах. Кардеал возвратился на поле спустя год, 21 июня в матче с сборной Нитероя, а потом 25 июня 1939 года в игре с «Бонсусессо» (0:3). 2 июля он сыграл свой пятый и последний матч за «Флуминенсе», в котором клуб обыграл «Бангу». Причиной этого стало решение Медицинского департамента чемпионата штата и лично доктора Лелио де Кастро, запретившего форварду выходить на поле. Всего за клуб Кардеал провёл пять матчей и забил два гола.
В 1940 году Кардеал возвратился в «9 Режименту», однако не демонстрировал былого уровня игры: игроку было сложно поддерживать темп команды. Несмотря на это, в 1943 году нападающий помог клубу выиграть ещё один чемпионат Пелотаса. Более того, в том же году он последний раз сыграл за сборную штата, заменив в составе травмированного Аданзиньо, и даже забил два гола в матче со сборной штата Баия. В 1946 году Кардеал всё же принял решение завершить карьеру. В 1949 году футболист, благодаря помощи своего бывшего клуба «Насьоналя», был отправлен в больницу в Монтевидео для лечения. В Бразилии прошли акции по сбору средств для игрока. В частности Леонидас возглавил кампанию по сбору средств, Союз профессиональных спортсменов Сан-Паулу также помог денежными средствами, клуб «Гремио», Федерация футбола Рио-Гранденсе и бизнесмен Эдо Мишель также провели собственные сборы средств. Но болезнь была в запущенном состоянии, и 4 августа Кардеал скончался. «Насьональ» оплатил расходы по похоронам своего игрока. Останки Кардеала перевезли в Пелотас и расположили под гермой у входа в муниципальный спортивный зал Санта-Витория-ду-Палмара.
Я слышал о многих игроках, подобных Кардеалу, о которых современники говорили: «Он лучше, чем Пеле!» Таких было много: Фриденрайх, Леонидас, Зизиньо, Жесси Лима. Много. Но никто, как Кардинал, не играл с одним вздымающимся лёгким в груди.Давид Коимбра, журналист газеты Зеру Ора

## Международная статистика
| Матчи Кардеала за сборную Бразилии | Матчи Кардеала за сборную Бразилии | Матчи Кардеала за сборную Бразилии | Матчи Кардеала за сборную Бразилии | Матчи Кардеала за сборную Бразилии | Матчи Кардеала за сборную Бразилии | Матчи Кардеала за сборную Бразилии |
| ---------------------------------- | ---------------------------------- | ---------------------------------- | ---------------------------------- | ---------------------------------- | ---------------------------------- | ---------------------------------- |
| №                                  | Дата                               | Место проведения                   | Оппонент                           | Счёт                               | Голы                               | Турнир                             |
| 1                                  | 30 января 1937                     | Буэнос-Айрес                       | Аргентина                          | 0:1                                | —                                  | Чемпионат Южной Америки            |
| 2                                  | 1 февраля 1937                     | Буэнос-Айрес                       | Аргентина                          | 0:2                                | —                                  | Чемпионат Южной Америки            |

## Достижения
- Чемпион штата Риу-Гранди-ду-Сул: 1935
- Чемпион штата Рио-де-Жанейро: 1938